# (31755) 1999 JA96
1999 JA96 (asteroide 31755) é um asteroide da cintura principal. Possui uma excentricidade de 0.07315920 e uma inclinação de 12.94250º.
Este asteroide foi descoberto no dia 12 de maio de 1999 por LINEAR em Socorro.